# Streganzer Berg
Der Streganzer Berg ist mit 94,4 m ü. NHN die höchste Erhebung auf der Gemarkung der Gemeinde Heidesee im Landkreis Dahme-Spreewald in Brandenburg. Die Endmoränenkuppe ist überwiegend mit Wald bestockt.

## Lage
Die Erhebung befindet sich im südöstlichen Teil der Gemarkung. Nordwestlich befindet sich in rund 1,3 km Entfernung der Wohnplatz Streganzberg; nordöstlich in rund 1,8 km Entfernung der Ortsteil Streganz. Im Süden schließt sich die Gemarkung der Gemeinde Münchehofe an. Östlich liegt mit dem 84,2 m hohen Streitberg die zweithöchste Erhebung der Gemeinde.

## FFH-Gebiet
Um die Erhebung stehen rund 160 Hektar als FFH-Gebiet Streganzer Berg unter Schutz. Die nördlichen und mittleren Teile gehören dabei zu Streganz, der kleinere und südliche Teil bereits zu den Gemarkungen Hermsdorf und Münchehofe. Im Gebiet existieren zahlreiche Blauschillergrasrasen und sarmatische Steppen-Kiefernwälder, die im Naturpark Dahme-Heideseen und im Süden Brandenburgs eine Besonderheit darstellen. Die Fläche war zur Zeit der DDR militärisches Sperrgebiet und wurde 2015 ins Nationale Naturerbe aufgenommen.